# المكناسي
المكناسي (بالأمازيغية: ⴰⵎⴽⵏⴰⵙⵉ) إحدى مدن الجمهورية التونسية، تقع في ولاية سيدي بوزيد.
يبلغ عدد سكانها 24000 حسب تعداد عام 2014
. كانت المعتمدية أكبر معتمديات البلاد حتى إنقسمت بقرارات إدارية لأربع معتمديات حاليا: المكناسي والسند والسوق الجديد ومنزل بوزيان وأصبحت أكبر مدينة في ولاية سيدي بوزيد وتعتبر مركزا حيويا لمعتمديات جنوب الولاية.

## تاريخ المدينة
أحدثت مدينة المكناسي في سنة 1902 ومثال التهيئة سنة 1904 . وتعود التسمية إلى خصوصيتها حيث كانت مرتعا للغزلان. كسائر المدن التونسية تعقبت على جهة المكناسي عديد الحضارات: البربرية،الرومانية والعربية الإسلامية.
حيث مازلت إلى حد الآن أثار هذه الحضارات متواجدة بالمنطقة نذكر منها أنواع الغراسات (زيتون، كروم، تين...) وكذلك طرق الراي (فسقيات)و قصور ودواميس ومعاصر.

## الموقع الجغرافي
تقع مدينة المكناسي بالجنوب التونسي وتحديدا بالجهة الجنوبية من ولاية سيدي بوزيد. وسط سهل شاسعا بين غابات الزيتون تحيط بها.جبال من الجهات الأربعة جنوب جبال بوهدمة، شمالا جبال قولاب، شرقا جبال الناظور وغربا جبال عرباط.
و تتميز بموقعها على مستوى محور مروري هام على الطريق الوطنية رقم14 وخط السكك الحديدية الرابطة بين توزر وتونس العاصمة.
وتحتل موقع استراتيجي حيث تتوسط معتمديات جنوب وشرق الولاية.
و باعتبار مدينة المكناسي تقع في مناطق السباسب فان مناخها شبه جاف.

## السكان
ينقسم سكان المكناسي ل«عروش» (عشائر) عديدة. فنجد مثلا تحت فخذ البدور (بأرياف الغريس والنصر بالمكناسي وسقدال بالسوق الجديد) قسم الدوادنية وفيه عُرُوش الغوانمية والقمامدية والخصايصية والمصابحية والفنادلية والسعادلية وقسم المساترية وفيه أولاد عمار وأولاد عليّه والسليمية. ثم نجد أيضا فخذ الردادية (تعتبر منزل بوزيان عاصمة أريافهم) وينقسم لما يفوق العشرين عشيرة على غرار بنجدو وأولاد أحمد والعمايمية والخناينية والحوادرية. ونجد تحت فخذ أولاد مبارك عرش الساكري أو أولاد الساكر ٫ عرش الغابري أو الغبر، عرش العليبات أو العليبي ٫عرش اولاد بلقاسم الّذي ينقسم بدوره إلى فخذين الطواهرية أو الطاهري والعبادلية أبناء عبد الله بن بالڨاسم وأو الڨاسمي آخذين من اسم الجد لقب لهم في الأغلب وعرش أولاد الفالح أو الفالحي.كانوا من متساكيني أرياف الجباس٫ حشانة، المبروكة٫ الروانة٫ دخلة العلندة٫ والنصر قبل أن تتأسس مدينة المكناسي سنة 1902م.
أثر أولاد عزيز في الأحداث في الإيالة التونسية منذ إفتكاكهم لبوادي المكناسي من قبيلة ماجر البربرية في أواسط القرن السابع عشر ميلادي، بعد زحفهم من جهة الجريد. حيث نجد لهم مساهمات في صنع أحداث كبيرة كالحرب بين الحسينية والباشوية وحروبهم مع بني يزيد وثورة علي بن غذاهم وحمل السلاح ضد المحتل الفرنسي وأخيرا ثورة 17 ديسمبر 2010.
تعاني المعتمدية تهميشا كبيرا من قبل الدولة التونسية رغم الأهمية التي كانت عليها في فترة الحماية الفرنسية حين كانت تعرف ببساتينها وغلالها وبمناجم الجبس والفسفاط والآجر. كما تتميز المكناسي بآرتفاع عدد أصحاب الشهائد الجامعية وتشجيعهم للطلب منذ عقود. مما ساهم في إضعاف الجهة تفشي الفساد والمحسوبية وتغذيتهما بالتشرذم العشائري وتغليب الحسابات الضيقة والحزبية على المصلحة العامة.

## الثقافة
تشتهر المدينة بمهرجان سنوي للخيول العربية الأصيلة. تقام في المهرجان على فترة ثلاث أيام سهرات شعرية وغنائية وسباقات خيول بمضمار الفيرمة (على بعد 4 كيلومتر من المدينة) وعروض فرسان.

## مواضيع ذات علاقة
- ولاية سيدي بوزيد.